# Navalmoral de Béjar
Navalmoral de Béjar es un municipio y localidad española de la provincia de Salamanca, en la comunidad autónoma de Castilla y León. Se integra dentro de la comarca de la Sierra de Béjar. Pertenece al partido judicial de Béjar y a la Mancomunidad Ruta de la Plata.
Su término municipal está formado por un solo núcleo de población, ocupa una superficie total de 11,08 km² y según los datos demográficos recogidos en el padrón municipal elaborado por el INE en el año 2017, cuenta con una población de 62 habitantes.

## Historia
Su fundación puede datarse en las repoblaciones medievales, pasando a formar parte, tras la muerte de Alfonso VII de León, del concejo castellano de Ávila. Tras la creación, en 1209, de la Comunidad de Villa y Tierra de Béjar, Navalmoral pasó a formar parte de la misma.
Como parte de la comunidad bejarana, tras la pérdida del voto en Cortes de Béjar y su paso a depender de Salamanca en ese aspecto a partir de 1425, hecho favorecido por el paso de Béjar y su territorio a manos de los Zúñiga en 1396, Navalmoral de Béjar pasó a formar parte del Reino de León, en el que se ha mantenido en las divisiones territoriales de Floridablanca en 1785 y finalmente en la de 1833 en que se crean las actuales provincias, quedando integrado Navalmoral en la provincia de Salamanca, dentro de la Región Leonesa.

## Geografía humana

### Demografía
Cuenta con una población de 56 habitantes (INE 2024).
| Gráfica de evolución demográfica de Navalmoral de Béjar entre 1842 y 2021 |
| |
| Población de derecho según los censos de población del INE Población de hecho según los censos de población del INEEn estos censos se denominaba Navalmoral: 1842, 1857, 1860, 1877, 1887, 1897, 1900 y 1910 |

Según el Instituto Nacional de Estadística, Navalmoral de Béjar tenía a, 31 de diciembre de 2019, una población total de 59 habitantes, de los cuales 27 eran hombres y 32 mujeres. Respecto al año 2000, el censo refleja 75 habitantes, de los cuales 37 eran hombres y 38 mujeres. Por lo tanto, la pérdida de población en el municipio para el periodo 2000-2019 ha sido de 16 habitantes, un 22% de descenso.

### Transporte
El municipio está muy bien comunicado por carretera siendo atravesado por la SA-220 que une Ciudad Rodrigo con Béjar, dónde finaliza en el enlace con la autovía Ruta de la Plata que une Gijón con Sevilla, permitiendo así unas comunicaciones más rápidas del municipio con el exterior. Destaca además la carretera DSA-250 que parte del municipio y lo conecta con Fuentes de Béjar.
En cuanto al transporte público se refiere, tras el cierre de la ruta ferroviaria de la Vía de la Plata, que pasaba por el municipio de Béjar y contaba con estación en el mismo, no existen servicios de tren en el municipio ni en los vecinos, ni tampoco línea regular con servicio de autobús, siendo la estación más cercana la de Béjar. Por otro lado el aeropuerto de Salamanca es el más cercano, estando a unos 83 km de distancia.

## Administración y política
| Partido político                             | 2019  | 2019  | 2019       | 2015  | 2015  | 2015       | 2011  | 2011  | 2011       | 2007  | 2007  | 2007       | 2003  | 2003  | 2003       |
| Partido político                             | %     | Votos | Concejales | %     | Votos | Concejales | %     | Votos | Concejales | %     | Votos | Concejales | %     | Votos | Concejales |
| Independientes por Navalmoral de Béjar (INB) | 71,43 | 30    | 3          | 73,47 | 36    | 2          | 56,00 | 28    | 2          | —     | —     | —          | —     | —     | —          |
| Partido Socialista Obrero Español (PSOE)     | 21,43 | 9     | 0          | 2,04  | 1     | 0          | 12,00 | 6     | 0          | 34,69 | 17    | 0          | 59,62 | 32    | 1          |
| Partido Popular (PP)                         | 9,52  | 4     | 0          | 20,41 | 10    | 1          | 28,00 | 14    | 1          | 22,45 | 11    | 0          | 28,85 | 15    | 0          |
| Unión del Pueblo Salmantino (UPSa)           | —     | —     | —          | —     | —     | —          | —     | —     | —          | 42,86 | 21    | 1          | —     | —     | —          |

## Cultura
Las costumbres tradicionales están bastante arraigadas en este hermoso enclave salmatino. Algunas fiestas típicas son por ejemplo el día de la tortilla (los habitantes del pueblo suben a la peña de La Corbera donde comparten entre ellos las ricas tortillas realizadas con patatas de las huertas del pueblo), la vendimia (desde hace decenas de años en los lugares que aún siguen perdurando) o la matanza (hecha como a la antigua usanza).

## Monumentos y lugares de interés
Iglesia parroquial católica bajo la advocación de  San Bartolomé Apóstol, en la Archidiócesis de Mérida-Badajoz, Diócesis de Plasencia, arciprestazgo de Béjar.